# Espolla
Espolla település Spanyolországban, Girona tartományban. Espolla Rabós, Mollet de Peralada, Sant Climent Sescebes, La Jonquera, Sorède, Argelès-sur-Mer és Banyuls-sur-Mer községekkel határos. Lakosainak száma 412 fő (2024).

## Népesség
A település népessége az elmúlt években az alábbi módon változott:
| Lakosok száma | 161  | 1065 | 751  | 592  | 396  | 380  | 404  | 417  | 416  | 412  |
|               | 1717 | 1887 | 1936 | 1960 | 1986 | 2004 | 2009 | 2014 | 2019 | 2024 |